# 岩田松雄
岩田 松雄（いわた まつお、1958年6月2日 - ）は、日本の実業家、教育者。スターバックスコーヒージャパン株式会社元代表取締役社長・CEO、株式会社アトラス元代表取締役社長、リーダーシップコンサルティング代表取締役社長、立教大学大学院ビジネスデザイン研究科元教授、早稲田大学ビジネススクール講師。

## 人物・経歴
1958年6月2日生まれ。大阪大学経済学部卒業。1982年、日産自動車株式会社入社。日産では、営業から財務に至るまで幅広く経験。カリフォルニア大学ロサンゼルス校アンダーソンマネジメントスクールに留学しMBA取得。
1995年、外資系のジェミニ・コンサルティング・ジャパン入社し、翌1996年、日本コカ・コーラ株式会社入社。1999年には、コカ・コーラビバレッジサービス株式会社常務執行役員に就任。
2000年に、株式会社アトラスに入社し、翌2001年に同社代表取締役社長に就任し、3期連続赤字であった企業を再生させる。 
2003年、株式会社タカラ取締役常務執行役員、2005年、株式会社イオンフォレスト代表取締役社長を歴任。イオンフォレストが運営していた「THE BODY SHOP」の売上を2倍に拡大させる。
2009年、スターバックスコーヒージャパン株式会社代表取締役社長・CEOに就任。経営者として、価格改定や新商品VIAの発売、店内へのWi-Fi導入、ANAとの提携などを進め、企業業績を向上させる。
2011年、リーダー育成のためリーダーシップコンサルティングインクを設立。
2014年4月には、立教大学大学院ビジネスデザイン研究科特任教授に就任し、2019年3月まで教鞭を執った。早稲田大学ビジネススクール講師も務める。

## 主な著書
- 『ミッション 元スターバックスCEOが教える働く理由』アスコム 2012/10/8
- 『スターバックスCEOだった私が社員に贈り続けた31の言葉』中経出版 2012/11/20
- 『早く、社長になりなさい』廣済堂出版 2013/9/20
- 『スターバックスのライバルは、リッツ・カールトンである。』角川書店 2014/3/1
- 『働く君に伝えたいこと』フォレスト出版 2014/3/13
- 『「徳」がなければリーダーにはなれない』PHP研究所 2014/4/19
- 『「情」と「理」話し方の法則』三笠書房 2014/10/10
- 『「ついていきたい」と思われるリーダーになる51の考え方 』サンマーク出版 2015/1/19
- 『君を成功に導く49の言葉』大和書房 2017/8/25
- 『新しい経営の教科書』コスミック出版 2020/9/22
- 『ブランド 「自分の価値」を見つける48の心得』アスコム 2023/2/1